# Undercover Bridesmaid
Undercover Bridesmaid is een Amerikaanse romantische film uit 2012. De film is van de hand van Matthew Diamond en werd gemaakt in opdracht van Hallmark Channel, dat de film op 15 april 2012 uitzond.

## Verhaal
De dochter van een rijke Texaanse zakenman gaat trouwen, maar krijgt doodsbedreigingen. Daarom huurt haar vader een paar lijfwachten in. Onder hen is Tanya, die verhuld als bruidsmeisje niet van Daisy's zijde mag wijken. Tanya heeft echter een hekel aan huwelijken omdat haar vroegere verloofde haar had verlaten op het moment dat ze voor het altaar stonden.
Terwijl ze zich probeert te voegen tussen de andere bruidsmeisjes kijkt ze uit naar mogelijke daders. Er is de zakenpartner van de vader die het bedrijf gedwongen moet verlaten, de tante die geen geld meer krijgt omdat alles in een fusie is gestoken, de bruidegom die zijn ogen niet van andere vrouwen kan afhouden, de bruidsjonker die door het huwelijk zijn erfenis ziet slinken en de bruidsjonker die zegt voor advocaat te studeren maar nergens ingeschreven is.
Die laatste wordt ook nog eens verliefd op Tanya en het is wederzijds. Tanya is bij hem als er op Daisy geschoten wordt en hoeft daarom niet meer terug te komen. Ze is echter bevriend geraakt met Daisy en die wil haar er per se bij hebben. Tijdens de huwelijksceremonie legt Tanya de link tussen een aantal uitspraken van bruidsmeisje Betsy en concludeert dat zij de dader moet zijn. Dan ziet ze het uiteinde van een lont in de bruidstaart en een afstandsbediening in Betsy's hand. Nog net op tijd kan ze de bom weggooien voor Betsy die tot ontploffing brengt. Betsy verklaart nog dat haar familie werd geruïneerd toen Daisy's vader hun spoorwegbedrijf van de hand deed.

## Rolverdeling
- Brooke Burns als Tanya Harsin, de protagonist en vrouwelijke lijfwacht.
- Nicole Paggi als Daisy Thompson, de bruid.
- Gregory Harrison als Jim Thompson, Daisy's vader.
- Justin Baldoni als Jake, de bruidsjonker waarop Tanya valt.
- Martha Madison als Sally, het roodharige bruidsmeisje.
- Nadège August als Kimmy, het zwarte bruidsmeisje.
- Kayla Mae Maloney als Betsy, het kortharige bruidsmeisje.
- Shashawnee Hall als Henry, Tanyas'collega.
- Jay Kenneth Johnson als Chip, de bruidegom.